# Galipea revoluta
Galipea revoluta är en vinruteväxtart som beskrevs av Pirani. Galipea revoluta ingår i släktet Galipea och familjen vinruteväxter. Inga underarter finns listade i Catalogue of Life.